# Ljudmila Andrejevna Kondratyjeva
Ljudmila Andrejevna Kondratyjeva  (oroszul Людмила Андреевна Кондратьева (Sahti 1958. április 11. –) orosz atléta, aki a Szovjetunió színeiben versenyezve olimpiai bajnoki címet szerzett 100 méteres síkfutásban az 1980. évi nyári olimpiai játékokon.

## Pályafutása
Tizenegy évesen kezdett atlétikával foglalkozni a sahti Gyermek- és Ifjúsági Sportiskolában, első edzője Ljudmila Mihajlovna Pavlenko volt. Két évvel később sikeresen felvételizett a Don menti Rosztov Gyermek- és Ifjúsági Sportiskolába, ahol Nyina Vasziljevna Lazarcsenko edzette. 1973-ban bekerült a szovjet ifjúsági válogatottba, 1974-ben pedig a felnőtt válogatottba. Az 1975-ös ifjúsági Európa-bajnokságon negyedik lett 200 méteren és a 4 × 100 méteres váltófutásban. Négy év múlva győzelmet aratott 200 méteren az 1978-as atlétikai Európa-bajnokságon, ahol aranyérmet szerzett a 4 × 100 méteres váltóban is.
Közvetlenül az 1980. évi moszkvai olimpiai játékok előtt nem hivatalos világrekordot ért el. Az olimpiai játékokon a 100 méteres síkfutás döntőjében igen szoros küzdelem alakult ki, az öt első helyezett egy tized másodperc különbséggel ért célba. A célfotó kimutatta, hogy Kondratyjeva 0,01 másodperccel megelőzte az NDK versenyzőjét, Marlies Göhrt. Kondratyjeva egy húzódás miatt nem tudott rajthoz állni sem 200 méteren, sem a 4 × 100 méteres váltófutásban.
Olimpiai bajnoki címét nem védhette meg az 1984. évi nyári olimpiai játékokon, mert a Szovjetunió bojkottálta a rendezvényt. A szezon után visszavonult, és összeházasodott Jurij Heorhijovics Szjedih kétszeres olimpiai bajnok kalapácsvetővel, de utóbb elváltak. Lányuk, Okszana Jurjevna Kondratyjeva apja nyomain haladva szintén kalapácsvető lett.
Az 1988. évi szöuli olimpiai játékokra visszatért. 100 méteres síkfutásban bejutott az elődöntőbe, és a szovjet 4 × 100 méteres váltó csapat tagjaként bronzérmet szerzett.

## Fordítás
Ez a szócikk részben vagy egészben  a   Lyudmila Kondratyeva című angol Wikipédia-szócikk ezen változatának fordításán alapul.  Az eredeti cikk szerkesztőit annak laptörténete sorolja fel. Ez a jelzés csupán a megfogalmazás eredetét és a szerzői jogokat jelzi, nem szolgál a cikkben szereplő információk forrásmegjelöléseként.